# Felix Römer (Musiker)
Felix Römer (* 16. Juni 1993 in Herne) ist ein deutscher Jazzmusiker (Piano, Komposition).

## Werdegang
Römer erhielt seit seinem fünften Lebensjahr Klavierunterricht an der Städtischen Musikschule Herne. Er stieg in die musikschuleigene Bigband ein und absolvierte eine studienvorbereitende Ausbildung an der Glen Buschmann Jazzakademie in Dortmund, wo er auf junge Jazzmusiker wie Marc Doffey und Max Boehm stieß. Er studierte an der Folkwang Universität der Künste in Essen, der Hochschule für Musik und Theater Hamburg, der Universität der Künste Berlin und 2016/17 am Pariser Konservatorium. Derzeit (2019) absolviert er den Masterstudiengang Filmmusik an der Filmuniversität Babelsberg.
Römer war Mitglied der Jugendjazzorchester Nordrhein-Westfalen und Hamburg sowie 2014 und 2015 des Bundesjazzorchesters (BuJazzO), mit denen er international auf Tournee war (unter anderem in Island, China, Russland) und mit Musikern wie John Hollenbeck, Götz Alsmann oder Pe Werner auftrat. 2016 war er Finalist des Klavierwettbewerbs des Montreux Jazz Festivals. Seit 2017 gehört er zu Richard Kösters Quintett Coastline Paradox, mit dem er beim Bayerischen Jazzweekend 2018 spielte und das Album Welf & Eiger vorlegte. Beim Festival Xjazz 2018 begleitete er Erik Leuthäuser, mit dem er auch später, etwa bei den Lichterfelder Jazz & Blues-Tagen 2019, im Duo konzertierte.
Römer komponiert auch Filmmusiken; er lebt und arbeitet in Berlin.

## Diskographische Hinweise
- Coastline Paradox Welf & Eiger (col legno 2019, mit Richard Köster, Damian Dalla Torre, Marc Mezgolits, Valentin Duit)[6]
- Bundesjazzorchester: Groove and the Abstract Truth (Double Moon Records, 2015)[10]
- Jugendjazzorchester NRW: Triangle (2014)[11]
- Patric Siewert Group: Station to the Underground (2014)